# Cuộc hôn nhân của Billie Ert và Antonio Molina
Cuộc hôn nhân của Billie Ert và Antonio Molina diễn ra vào ngày 5 tháng 10 năm 1972 tại Houston, Texas, Hoa Kỳ. Cuộc hôn nhân của Ert và Molina được gọi là cuộc hôn nhân cùng giới hợp pháp đầu tiên ở Texas và là một trong những cuộc hôn nhân cùng giới đầu tiên ở Mỹ, trong đó, giấy phép kết hôn của họ là giấy phép kết hôn lần đầu tiên được cấp cho một cặp cùng giới ở Texas. Ert, một drag queen và Molina, một nhân viên giao hàng, đã được trao giấy phép kết hôn khi Ert mặc trang phục nữ giới. Văn phòng thư ký quận lúc đó đã không kiểm tra kĩ giới tính của họ và ngay lập tức cấp cho họ giấy phép kết hôn. Ngày hôm sau, hai người làm đám cưới. Vào thời điểm đó, đồng tính luyến ái là bất hợp pháp ở Texas, vì vậy, Tổng chưởng lý Texas chính thức tuyên bố cuộc hôn nhân này là vô nghĩa bất chấp cuộc chiến pháp lý kéo dài. Mặc dù vậy, hôn nhân của Ert và Monila đã thu hút rất lớn sự chú ý của truyền thông quốc tế và trở thành một hiện tượng truyền thông. Vụ kiện thất bại đã châm ngòi cho luật pháp Texas quy định cụ thể hôn nhân là giữa nam và nữ, điều chưa từng được thực hiện trước đây. Quy định này được coi là một trở ngại lớn cho quyền LGBT ở Hoa Kỳ.

## Bối cảnh
William "Billie" Ert sinh năm 1942 tại Toronto, Canada. Anh học trượt băng nghệ thuật, vũ công và từng tham gia vở ballet Ice Capades. Gia đình Ert sau đó chuyển đến Buffalo, New York, nơi anh làm người mẫu cho hãng Amel of New York và Sears. Sau khi kết thúc trung học, anh theo học trường làm tóc Marvell và Bruno, hai trường cao đẳng làm đẹp ở Toronto. Năm 1964, anh bắt đầu làm việc bán thời gian với tư cách là drag queen, biểu diễn với tư cách là Mr. Vikki Carr chủ yếu trong các hộp đêm trai thẳng trên khắp Hoa Kỳ và Canada. Mặc dù có vài lần biểu diễn ở nước ngoài, nhưng hầu hết các chương trình của Ert đều ở Toronto, Dallas và Houston. Anh thường vào vai các ca sĩ như Vikki Carr, Shirley Bassey, Cher, Connie Francis, Eartha Kitt, Melba Moore, và Patti Page. Ert cũng là một nhân viên bán tóc giả và nhà tạo mẫu cho đến khi kết hôn và là nhà tạo mẫu tóc cho nữ diễn viên Jayne Mansfield từ năm 1963 đến 1966.
Antonio "Tony" Molina (sinh năm 1939) trước đây là một cầu thủ bóng đá tại trường trung học ở Brownsville, Texas. Ngoài ra, Molina còn là cựu chiến binh Hải quân Hoa Kỳ. Sau một thời sinh viên chơi bóng cho Đại học Houston, Molina tham gia Đội tuần tra đường cao tốc Texas vào năm 1965. Sau khi kết hôn, anh làm việc như một nhân viên giao hàng cho US Steel.
Ert và Molina bắt đầu hẹn hò vào năm 1967, sau khi gặp nhau ở Chicago, nơi Ert đang làm việc như một tiếp viên giải trí. Họ quyết định tiến tới hôn nhân sau khi Ert nhận lại quyền bỏ phiếu bầu cử (trước đó anh bị tước quyền này do nghi vấn là nữ). Sau đó, hai người dựa vào tài liệu mà Ert đã sử dụng để lấy giấy phép kết hôn.

## Kết hôn
Tổng chưởng lý Texas Crawford Martin đã ra phán quyết vào ngày 14 tháng 9 năm 1972 rằng giấy phép kết hôn chỉ có thể được trao cho một người đàn ông và một người phụ nữ, nhưng bất cứ ai sở hữu giấy phép đều có thể kết hôn, nhằm đáp lại nỗ lực của hai người phụ nữ ở Austin để có được giấy phép kết hôn. Martin tuyên bố rằng các tòa án quốc gia luôn cho rằng hôn nhân là giữa các cặp đôi khác giới.
Ngày 4 tháng 10 năm 1972, Ert và Molina đã nhận được giấy phép kết hôn từ Văn phòng thư ký Quận Wharton tại Wharton, cách Houston 60 dặm (97 km) về phía tây. Hôm đó, Ert đảo trang thành nữ bằng cách trang điểm, đội tóc giả màu vàng và mặc váy. Anh bào chữa cho giọng nói trầm của mình bằng cách nói rằng mình bị viêm thanh quản. Cả Ert và Molina đều xuất trình giấy tờ hợp lệ, bao gồm giấy đăng ký cử tri, thẻ An sinh xã hội và giấy phép lái xe. Phó thư ký Sandra Kalinowski đã không nghi ngờ gì giới tính của họ, tin rằng cặp đôi này là một người đàn ông và một người phụ nữ như bao người khác. Vì lẽ đó, họ được cấp giấy phép kết hôn.
Một ngày sau, vào ngày 5 tháng 10, Ert và Molina kết hôn tại Nhà nguyện đám cưới Harmony ở Houston nằm trên Xa lộ Liên tiểu bang 45. Đây được biết đến như một điểm nổi tiếng dành cho các cuộc hôn nhân rẻ tiền, được sắp xếp nhanh chóng. Cuộc hôn nhân được tiến hành trước một vài người bạn của hai người và được chứng giám bởi Reverend Richard Vincent, một mục sư tại Nhà thờ cộng đồng Giám mục Dallas. Molina mặc một bộ tuxedo và thắt nơ. Theo The Nutius, Ert mặc đồ drag queen, với "chiếc váy ngắn màu trắng, áo cánh, tóc giả của phụ nữ và có khuôn mặt được tạo hình giống hệt phụ nữ".
Đám cưới của Ert và Molina ngay lập tức trở thành một hiện tượng truyền thông đại chúng lúc bấy giờ. Câu chuyện của họ xuất hiện trên nhiều bản tin khắp các quốc gia, thậm chí có mặt cả ở những nơi xa xôi như Hà Lan và Singapore. Càng đáng chú ý hơn khi cuộc hôn nhân được thực hiện trong cùng thời gian mà các cặp đồng tính nam khác của Mỹ đang cố gắng xin giấy phép kết hôn. Nó khiến phong trào đòi quyền kết hôn cùng giới trở nên mạnh mẽ hơn bao giờ hết.
Mặc dù chính cặp đôi và một số phương tiện truyền thông đều tuyên bố rằng cuộc hôn nhân này là cuộc hôn nhân cùng giới đầu tiên ở Mỹ, tuy nhiên, thực tế đã từng có một cuộc hôn nhân tương tự diễn ra vào năm 1971 tại Minnesota. Mặc dù vậy, cuộc hôn nhân của Ert và Molina ngày nay được công nhận là cuộc hôn nhân cùng giới đầu tiên được cấp phép ở Texas. Ngoài ra, một số phương tiện truyền thông còn cho rằng Ert là người chuyển giới, mặc dù anh tuyên bố ngay sau đám cưới rằng anh không có ý định trải qua phẫu thuật chuyển đổi giới tính.

## Tranh cãi

### Phản ứng của xã hội
Sau đám cưới, Ert bị sa thải khỏi công việc nhân viên bán tóc giả, nhưng vẫn tiếp tục làm việc toàn thời gian với tư cách là Mr. Vikki Carr trong các hộp đêm địa phương. Cặp đôi sống ẩn dật cho đến khi sự chú ý của truyền thông lắng xuống, nói rằng họ "sợ sự quấy rối của cảnh sát".
Trong khi nhiều nhà hoạt động vì quyền LGBT tổ chức lễ kỷ niệm, những người khác lại thấy khó chịu. Một số nhà hoạt động đã không vui khi Ert là drag queen và không muốn cộng đồng của họ được đại diện như vậy, theo Giáo sư Michael Boucai của Đại học Luật Buffalo.

### Phản đối của văn phòng thư ký quận
Khi Molina và luật sư của mình, Richard Cross, đến văn phòng thư ký của Hạt Wharton để ghi lại cuộc hôn nhân một ngày sau buổi lễ, văn phòng thư ký của quận Wharton đã từ chối vì cả Ert và Molina đều là nam. Thư ký quận Wharton Delfin Marek tuyên bố rằng văn phòng không có thẩm quyền cấp giấy phép kết hôn cho hai người cùng giới. Molina quay trở lại văn phòng vào ngày 26 tháng 10 để thử lại, nhưng tiếp tục bị từ chối. Molina sau đó đệ đơn trình một thẩm phán tòa dân sự yêu cầu văn phòng thư ký quận công nhận cuộc hôn nhân của mình đồng thời đâm đơn kiện văn phòng thư ký.
Cross bảo vệ cặp vợ chồng bằng cách trích dẫn phán quyết ngày 14 tháng 9 của Tổng chưởng lý Martin, và tuyên bố vì Ert và Molina có được giấy phép kết hôn hợp lệ, nên họ được phép kết hôn. Ngoài ra, Cross cho biết những điều duy nhất làm mất hiệu lực cuộc hôn nhân này là họ có liên quan hoặc đã kết hôn với người khác, mà trong trường hợp này, cả hai điều đều không phù hợp. Cross tuyên bố ý định của mình để đưa vụ việc lên các cấp có thẩm quyền, bao gồm cả Tòa án Tối cao Hoa Kỳ, trước khi đưa ra phán quyết có lợi cho Molina. Ông cũng trích dẫn Mục 2.02 của Bộ luật Gia đình Texas, trong đó nêu rõ:
Trừ khi có quy định khác trong chương này, hiệu lực của một cuộc hôn nhân không bị ảnh hưởng bởi bất kỳ sự gian lận, sai lầm hoặc bất hợp pháp nào xảy ra trong việc xin giấy phép kết hôn.— Luật gia đình Texas, §2.02

Tuy nhiên, phán quyết của Martin không nói rõ điều gì sẽ xảy ra nếu một cặp cùng giới được kết hôn sau khi có được giấy phép thông qua sự lừa dối hay bằng hành vi khác. Do đó, tình huống này chưa từng có tiền lệ và Cross gọi đó là trường hợp thử nghiệm. Ngoài ra, tại Texas vào thời điểm đó không có luật ngăn chặn hôn nhân cùng giới, mặc dù bản thân đồng tính luyến ái là bất hợp pháp. Sở cảnh sát Houston đe dọa sẽ bắt giữ Ert và Molina vì lý do kết hôn bằng phương pháp giả mạo, bất hợp pháp. Reverend Vincent nhận định: "Con người chúng ta kết hôn bằng linh hồn, không phải bằng thể xác. Họ đáp ứng các yêu cầu như được đặt ra bởi nhà thờ, họ yêu nhau, và họ đã có giấy phép kết hôn.... Theo tôi, họ đã kết hôn trong mắt của Chúa và trong mắt người dân Texas."

### Phản ứng của tòa án
Ngay sau khi Tòa án Tối cao Hoa Kỳ từ chối xét xử vụ án hôn nhân cùng giới năm 1971 ở bang Minnesota, tòa án quận Texas cũng tiếp tục từ chối kháng cáo của Cross trong việc lưu trữ lại hồ sơ cuộc hôn nhân vào ngày 20 tháng 11. Cross sau đó kháng cáo lên Tòa phúc thẩm dân sự Texas.
Vào ngày 8 tháng 12, Tổng chưởng lý Crawford Martin, nói chuyện với Chưởng lý quận tư pháp số 23 Jack Salyer, tuyên bố cuộc hôn nhân là vô hiệu, giữ nguyên quyết định của thư ký không công nhận cuộc hôn nhân, đồng thời cho rằng rằng một cặp cùng giới không thể được phép kết hôn. Martin nói thêm rằng mặc dù các thư ký của quận không thể hủy bỏ giấy phép kết hôn, cuộc hôn nhân vẫn không hợp lệ. Martin cho biết khi luật của tiểu bang Texas được ban hành, các nhà lập pháp đã giả định rằng việc kết hôn chỉ diễn ra giữa các cặp đôi khác giới và ý kiến này có thể được đưa ra từ sự xuất hiện của các câu hỏi liên quan đến tên thời con gái của phụ nữ trong mẫu giấy phép kết hôn. Hơn nữa, Martin tuyên bố rằng vì Ert đã điền vào các phần của tài liệu dành cho một người phụ nữ - mặc dù anh ta không bao giờ tiết lộ giới tính của mình - anh ta đã có hành vi lừa đảo và do đó có thể phải đối mặt với án tù từ hai đến năm năm.
Cross đáp lại bằng cách một lần nữa tuyên bố rằng không có gì trong luật Texas quy định rõ ràng một cặp vợ chồng phải là người khác giới và rằng "nếu tổng chưởng lý chịu đọc ý kiến cá nhân của anh, ông sẽ thấy rằng nó không yêu cầu một trong những người muốn kết hôn phải là phụ nữ". Để bác bỏ ý kiến của Martin, Cross đã cố gắng đưa vụ việc lên Tòa án Tối cao Texas, đồng thời sắp xếp nhằm chuẩn bị đưa vụ kiện lên Tòa án Tối cao Hoa Kỳ. Tuy nhiên, kháng cáo của Cross đã bị từ chối vì nó được nộp quá muộn.
Vụ kiện thất bại được coi là một trở ngại lớn đối với quyền LGBT ở Hoa Kỳ, gây ra một làn sóng tranh cãi gay gắt ngay trong chính các nhà lập pháp tiểu bang Texas, được đổ thêm dầu vào thời điểm có sự xáo trộn trong cơ quan lập pháp do vụ bê bối Sharpstown. Sau vụ việc, các nhà lập pháp tiểu bang đã làm việc và thống nhất sửa đổi từ ngữ nhằm chỉ định hôn nhân là bắt buộc giữa "một người đàn ông và một người phụ nữ" thay vì chỉ đơn giản là giữa "hai người" theo Dự luật 103R House 63. Vào tháng 6 năm 1973, Thống đốc bang Texas Dolph Briscoe đã chính thức ký ban hành luật, giúp nó có hiệu lực vào ngày 1 tháng 1 năm 1974. Có thể xem phán quyết này như việc bịt kín lỗ hổng trong luật pháp tiểu bang Texas. Điều này chính thức đóng sập cánh cửa lách luật dành cho các cặp đôi cùng giới.
House Bill 103 là luật hôn nhân chống đồng tính đầu tiên ở Texas, được áp dụng cho các vụ kiện tương tự vào các năm sau đó như năm 1999, 2003, 2005 và 2015.

## Cuộc sống sau này
Cơn bão truyền thông đã khiến cho cặp đôi vinh dự gặp gỡ Vikki Carr trên kênh CBS ở Houston vào tháng 11 năm 1972, với Ert trong bộ drag queen quen thuộc.
Vào ngày 15 tháng 10 năm 1973, Ert đã cố tự tử bằng súng và phải nhập viện ở Houston trong tình trạng nguy kịch. Một người bạn của Ert nói rằng anh ta rất tuyệt vọng sau khi bị Molina bỏ rơi. Trước đó, Molina đã rời khỏi nơi cư trú ở Houston của hai người. Vào năm 1975, Ert hồi phục và quay trở lại biểu diễn, nhưng đến ngày 24 tháng 10 năm 1975, anh phải hủy diễn vĩnh viễn sau chương trình cuối cùng tại Ursula's, một quán bar đồng tính nữ ở Houston. Ert sau đó bắt đầu điều trị ung thư tại hai trung tâm điều trị ung thư, nhưng sau đó anh quyết định trở về Canada. Theo như báo cáo của The Advocate vào ngày 6 tháng 11, Ert qua đời vào ngày 12 tháng 9 năm 1976 "sau thời gian lâm bệnh kéo dài",. Bệnh tật của Ert không liên quan đến nỗ lực tự sát trước đó của anh.
Molina qua đời năm 1991 và được chôn cất tại Nghĩa trang Quốc gia Houston.